# Brynmawr
Brynmawr (wymowaⓘ) – miasto w południowo-wschodniej Walii (Wielka Brytania), w hrabstwie miejskim Blaenau Gwent, historycznie w Brecknockshire. W 2011 roku liczyło 5530 mieszkańców.
Pod koniec XIX wieku było ośrodkiem hutnictwa żelaza.